# NGC 2928
NGC 2928 is een spiraalvormig sterrenstelsel in het sterrenbeeld Leeuw. Het hemelobject werd op 1 april 1864 ontdekt door de Duitse astronoom Albert Marth.

## Synoniemen
- MCG 3-25-5
- ZWG 92.11
- IRAS09343+1712
- PGC 27380